# Neavella producticornis
Neavella producticornis är en tvåvingeart som först beskrevs av Austen 1912.  Neavella producticornis ingår i släktet Neavella och familjen bromsar. Inga underarter finns listade i Catalogue of Life.